# کتابخانه نیروی دریایی ایالات متحده

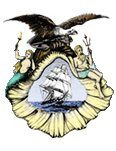
لوگوی کتابخانه، در اصل یک کتاب ۱۹۰۶

کتابخانه نیروی دریایی ایالات متحده، کتابخانه رسمی وزارت نیروی دریایی ایالات متحده است. این کتابخانه در یارد نیروی دریایی در واشینگتن، دی سی واقع شده است و بخشی از تاریخچه و میراث نیروی دریایی و فرماندهی آن بحساب می‌آید.

## تاریخچه
در ۳۱ مارس ۱۸۰۰ پرزیدنت جان آدامز به وزیر نیروی دریایی بنجامین استودرت نامه‌ای نوشت و به او دستور داد تا کتابخانه‌ای از "بهترین نوشته‌ها … در مورد تئوری و عمل معماری دریایی، ناوبری، توپخانه، هیدرولیک، هیدرواستاتیک و سایر موضوعات شاخه‌های ریاضیات مختص دریانوردی ایجاد کند.